# .lt
.ltは国別コードトップレベルドメイン（ccTLD）の一つで、リトアニアに割り当てられている。